# Bernhard Kirchgessner
Bernhard Kirchgessner (* 23. Mai 1958 in Buchen (Odenwald)) ist ein deutscher römisch-katholischer Priester, geistlicher Schriftsteller und Autor von Kochbüchern.

## Leben
Bernhard Kirchgessner studierte Theologie an der Hochschule der Zisterzienser in Stift Heiligenkreuz (1977–1979) und der Université de Fribourg (1979–1982). Nach der Priesterweihe 1983 durch Karl Berg und der Promotion zum Dr. theol. an der Universität Passau 1993 wurde er Direktor von Spectrum Kirche, dem Exerzitien- und Bildungshaus auf Mariahilf und Leiter der Künstlerseelsorge der Diözese Passau. Seit 2006 ist er Direktor des Diözesanen Zentrums für Liturgische Bildung (DZLB). 2008 wurde er von Papst Benedikt XVI. zum Monsignore ernannt. Er ist seit dem Wintersemester 2022/23 Dozent an der Philosophisch-Theologische Hochschule Benedikt XVI. in Heiligenkreuz. 2023 konnte er sein 40-jähriges Priesterjubiläum begehen. Kirchgessner ist Autor liturgischer wie geistlicher Schriften.

## Schriften (Auswahl)

### Geistliche Schriften
Als Autor 
- Liturgie feiern – Auf den Durchbohrten schauen. Eine kurze Hinführung zur Theologie der Liturgie. Be&Be Verlag Heiligenkreuz, 2022, ISBN 978-3-903602-69-4.
- Das Kreuz umfassen. Andachten und Betrachtungen zum Kreuzweg, Freiburg 2019. ISBVN 978-3-451-39639-7.
- Bernhard von Clairvaux (1090–1153): Mönch-Abt-geistlicher Meister. Eine Einführung in Vita, Werk und Spiritualität des Zisterziensers. Heiligenkreuz 2018, ISBN 978-3-903118-58-4.
- Barmherzigkeit hat ein Gesicht. Bildbetrachtungen zu kirchlichen Hochfesten. Freiburg 2016 ISBN 978-3-451-34780-1.
- Deus Meus, Amor Meus. Mein Gott, die Liebe. Florilegien aus den Hohelied-Predigten des Bernhard von Clairvaux (1090/91–1153). Be&Be-Verlag Heiligenkreuz 2012. ISBN 978-3-902694-46-1
- Dem  Wesentlichen Raum geben. Spiritualität, Liturgie und Kunst im Dienst der Verkündigung. Verlag Katholisches Bibelwerk Stuttgart 2011. ISSN 0946-8943.
- Gott an unserer Seite. Deum habentes nobiscum. 99 Worte zur geistlichen Schriftlesung von Bernhard von Clairvaux (1090–1153) Edition Tre Fiume Passau 2006. ISBN 978-3-937438-42-9.
- Laudamus te. Ein Wochenstundenbuch. 172 Seiten, Edition Tre Fiume, Passau 2005. ISBN 3-937438-39-4.
- Liebe und Tod, Krieg und Frieden. Die drei Bronze-portale Giacomo Manzùs. Amore e morte, guerra e pace. I tre portali bronzei di Giacomo Manzu. Edition Tre Fiume. Passau 2002. ISBN 3-933047-99-4.
- Das Staunen wecken: Wo Kunst und Kirche sich treffen. 12 Bildmeditationen mit Beiträgen von Wolf Hirtreiter, Andreas Sobeck und Prälat Franz S. Gabriel. Verlag Schnell und Steiner Regensburg 1999. ISBN 3-7954-1258-7.
- Wort-Gottes-Feiern. Anregungen und Modelle für Gemeinden mit und ohne Priester. Verlag Pustet Regensburg 1997. ISBN 3-7917-1569-0.
- (mit Josef Duschl) Tor des Glaubens – Tor des Lebens. Das Portal der Pfarrkirche zu Winzer. Winzer 1996.
- Kein Herrenmahl am Herrentag? Eine pastoralliturgische Studie zur Problematik der sonntäglichen Wort-Gottes-Feier. Studien zur Pastoralliturgie 11. Verlag Pustet Regensburg 1996. ISBN 3-7917-1504-6. (Dissertation)
- Momente der Ruhe. Sonn- und Festtage im Lesejahr B. Verlag Pustet Regensburg 1993. ISBN 3-7917-1391-4.
- Wort in die Stille. Sonn- und Festtage im Lesejahr A. Verlag Pustet Regensburg 1992. ISBN 3-7917-1338-8.
- Gedanken auf den Weg. Sonn- und Festtage im Lesejahr C. Verlag Pustet Regensburg 1991. ISBN 3-7917-1293-4.

 Als Herausgeber 
- Bernhard Kirchgessner (Hg.), Teresa von Ávila. Unterwegs zur Quelle.205 Seiten, Verlag Petra Kehl, 2016, ISBN 978-3-930883-79-0
- Bernhard Kirchgessner (Hg.),  Augustinus – Ein leidenschaftlicher Gottsucher. EOS-Verlag 2013, ISBN 978-3-8306-7624-9.
- Bernhard Kirchgessner (Hg.), Das Hohelied der Liebe. Theologische und spirituelle Zugänge. EOS-Verlag St. Ottilien 2012. ISBN 978-3-8306-7573-0.
- Bernhard Kirchgessner (Hg.), Christliche Spiritualität und Mystik. Begriffsklärungen. EOS-Verlag St. Ottilien 2011. ISBN 978-3-8306-7496-2.
- „Dich zu schützen, Dir zu nützen“ Engelflorilegien des Hl. Bernhard von Clairvaux und Glasbilder von Mark Angus – ausgewählt von Bernhard Kirchgessner. Verlag Dietmar Klinger Passau 2009. ISBN 978-3-932949-83-8.
- Anselm Bilgri/Bernhard Kirchgessner (Hg.) Liturgia semper reformanda. FS für Karl Schlemmer. Verlag Herder Freiburg 1997. ISBN 3-451-26189-8.

### Kochbücher
- Genießen mit Don Bernardo. 15 Rezepte für alle Wechselfälle des Lebens. Mit Illustrationen deutscher, italienischer, französischer und spanischer Künstler. Verlag Passauer Bistumsblatt Passau 2011. ISBN 978-3-9813094-5-4
- Don Bernardos Küche. 2. Auflage. Verlag Josef Duschl Winzer 1998
- Gerhard Holzhammer/Bernhard Kirchgessner; Entre nous. Kochen mit Freunden. Kochen für Freunde. Verlag Josef Duschl, Winzer 2000. ISBN 3-933045-48-X